# Carl Schultz (Rechtsanwalt)
Carl (Karl) Ludwig Friedrich Schultz (* 29. April 1835 in Groß Rogahn, Kreis Schwerin; † 25. April 1907 in Schwerin) war ein deutscher Rechtsanwalt, Stadtverordneter und Schriftsteller.

## Leben
Carl Schultz, Sohn eines Domänenpächters, bestand im Herbst 1853 das Abitur am Gymnasium Fridericianum Schwerin, bezog danach die Universität Göttingen und begann Philologie zu studieren. Er schloss sich 1853 der Burschenschaft Hannovera Göttingen an. Wegen einer schweren Erkrankung unterbrach er nach drei Semestern das Philologiestudium und studierte vom Wintersemester 1854/55 an Rechtswissenschaften in Bonn, Berlin, Göttingen, Leipzig und Rostock. Nach bestandenen Examina ließ er sich 1860 als Rechtsanwalt in Schwerin nieder. Daneben engagierte er sich in der Kommunalpolitik und gehörte mehrere Jahre dem Bürgerausschuss der Stadt Schwerin an.
Sein Kunstinteresse zeigte sich zum einen dadurch, dass er lange Zeit am Feuilleton der „Mecklenburgischen Zeitung“ mitarbeitete und insbesondere Kritiken über Schauspielaufführungen schrieb. Zum anderen war er schriftstellerisch tätig und verfasste Gedichte, von denen er etliche in dem Band „Liederproben“ veröffentlichte. Von seinen satirische Spott- und Kampfliedern wurden einige anonym in der in Berlin wöchentlich erscheinenden Zeitschrift Kladderadatsch abgedruckt; andere blieben ebenso wie sein Epos „Hans, der Träumer“ unveröffentlicht. Carl Schultz verstarb 1907 in der Heilanstalt Sachsenberg in Schwerin.

## Veröffentlichungen
- Karl Schultz: Liederproben, Verlag Stiller, Schwerin 1876